# Stammliste der Gienger

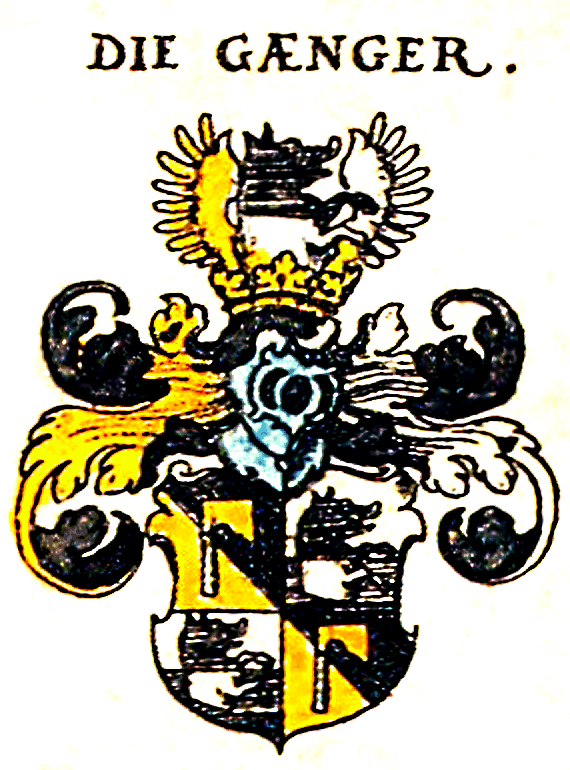
Wappen der Gienger (Gaenger)

Dies ist die Stammliste der Gienger (Giengen, Gaenger, Gänger) von Grienpichel (Grünbüchel, Grünbüchl, Grünbichl, Grienpichel), von Wolfseck (Wolfsegg) und von Rotteneck (Rottenegg) und deren Vorfahren Löw (Löwen) von Giengen aus dem Raum Ulm. Die österreichische Linie dieses Adelsgeschlechts, welches nach ihrer Veste Grienpichel, heute Schloss Grünbühel (Gemeinde Kilb) benannt ist, wurde 1608 in den österreichischen Freiherrnstand erhoben.
Anmerkung zu Jahreszahlen:
Statt „um 1250“ sind die Zahlen kursiv dargestellt: 1250.

## Stammliste Löw von Giengen (Gienger)

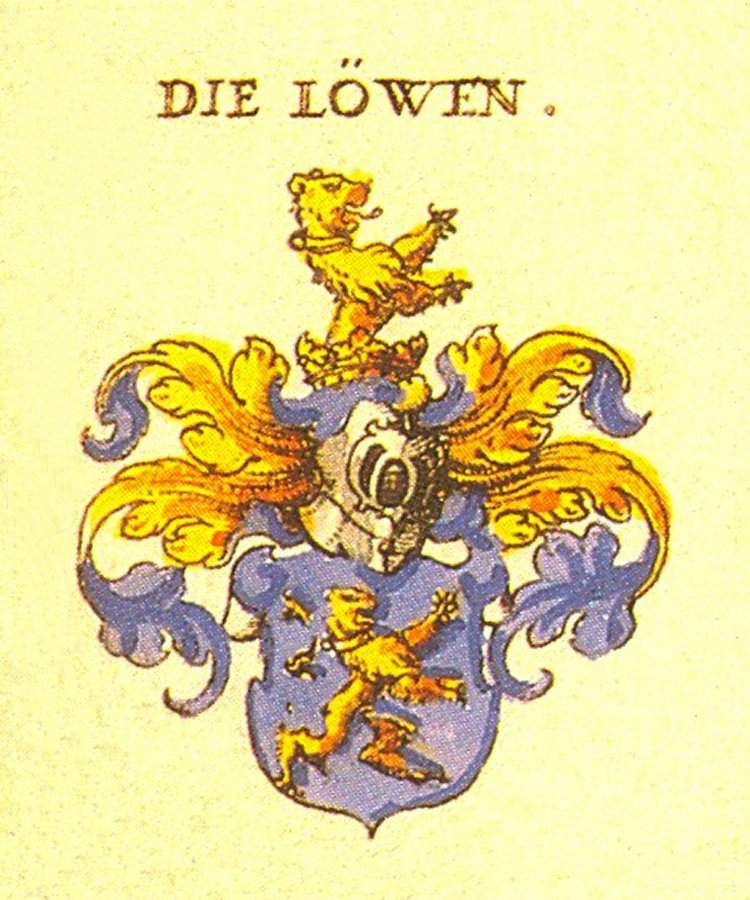
Wappen der Löwen, Ulmer Patrizier

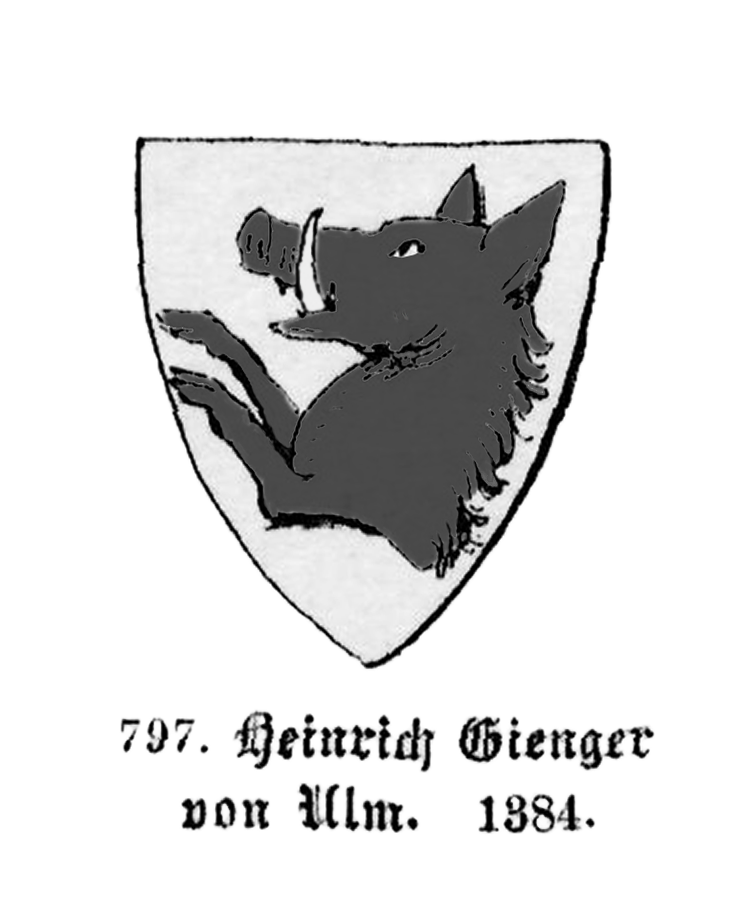
Wappen des Heinrich Gienger, Ulm 1384

Leo Löw (* 1200), genannt 1265 als Bürger in Giengen an der Brenz (nahe Ulm), dessen Sohn war
Leo Löw von Giengen senior (* 1225 Giengen; † nach 1297), Bürger in Giengen, genannt 1297
Heinrich Löw von Giengen I. (Heinrich Gienger I.) (* 1270 Giengen; † nach 1305 Ulm), 1286 übersiedelt Lew, der jung von Giengen nach Ulm, Stammvater der Löw (Löwen) von Giengen (Ulmer Patriziergeschlecht)
A1. Heinrich Löw von Giengen II. (Heinrich Gienger II.) (* 1295 Giengen?; † 1352 (vor 1364) Ulm), Richter in Ulm, genannt 1335 und 1352, ⚭ Catharina Roth (* 1300 Ulm, † vor 1364),
B1. Peter Gienger I. (von Giengen) (* 1300 Giengen; † vor 1388 Ulm), Bürger von Ulm 1354 ⚭ N N
C1. Peter Gienger II. (von Giengen) (* 1340–1342 Ulm; † nach 1404), Bürger zu Ulm (1369–1404), ⚭ Agnes Leschenbrant, Tochter von Jakob Leschenbrant
D1. Hans (Johann) Gienger (* vor 1385 Ulm; † vor 1419 Ulm), Bürger zu Ulm, ⚭ N. Krafft von Dellmensingen (* vor 1388; †)
F1. Petronilla Gienger (* 1390 Ulm; † nach 1427), ⚭ Jakob Müller, genannt Gienger (siehe unten Stammliste der Gienger)
A2. Eitel Löw (Eustach) (* 1298 Giengen; † 1354 Giengen),
B1. Eitel Löw von Giengen (Itel Leow) (* 1315 Ulm; † 16. Oktober 1385 Ulm), genannt 1360–1383, Richter 1367, erwarb 1360 Besitz in Donaurieden, stiftete 1366 einen Altar, ⚭ Elsbeth Krafft von Dellmensingen (* 1345; † nach 1407)
C1. Elisabeth Löw (* 1357; † nach 1394), ⚭ Heinrich Besserer (* 1354 Ulm; † 13. Juli 1414 Ulm)
C2. Eitel Löw (* 1370 Ulm; † 1427 Ulm), Ratsherr in Ulm, ⚭ Elisabeth Neidhart (* 1385 Ulm?)
D1. Frau N. Löw (* 1410 Ulm?), ⚭ Herrn N. Ott (* 1405; † ),
F1. Magdalena Ott (* 1440 Ulm; † 15. August 1500 Ulm), ⚭ Hans (Johann) Gienger (* 1430 Ulm; † 9. März 1488 Ulm), (siehe unten Stammliste der Gienger, A2.)
D2. Georg (Jörg) Löw (* 1412 Ulm; † ), ⚭ Ursula von Steinhausen (* 1415 Ulm)
F1. Anna Löw (* 1455 Ulm; † ), ⚭ Jodokus Günzburger (* 1450 Ulm; † 1506 am Fronleichnamstag Ulm)
G1. Magdalene Günzburger ⚭ Daniel Schleicher (* 1430; † )
Die Löw von Giengen erloschen 1619 im Mannesstamm. Seit 1625 waren keine Gienger mehr in Ulm.
Quelle: Angaben auf liko-kralik.at, beruhend auf Daten von Hanno Trurnit.

## Stammliste der Gienger

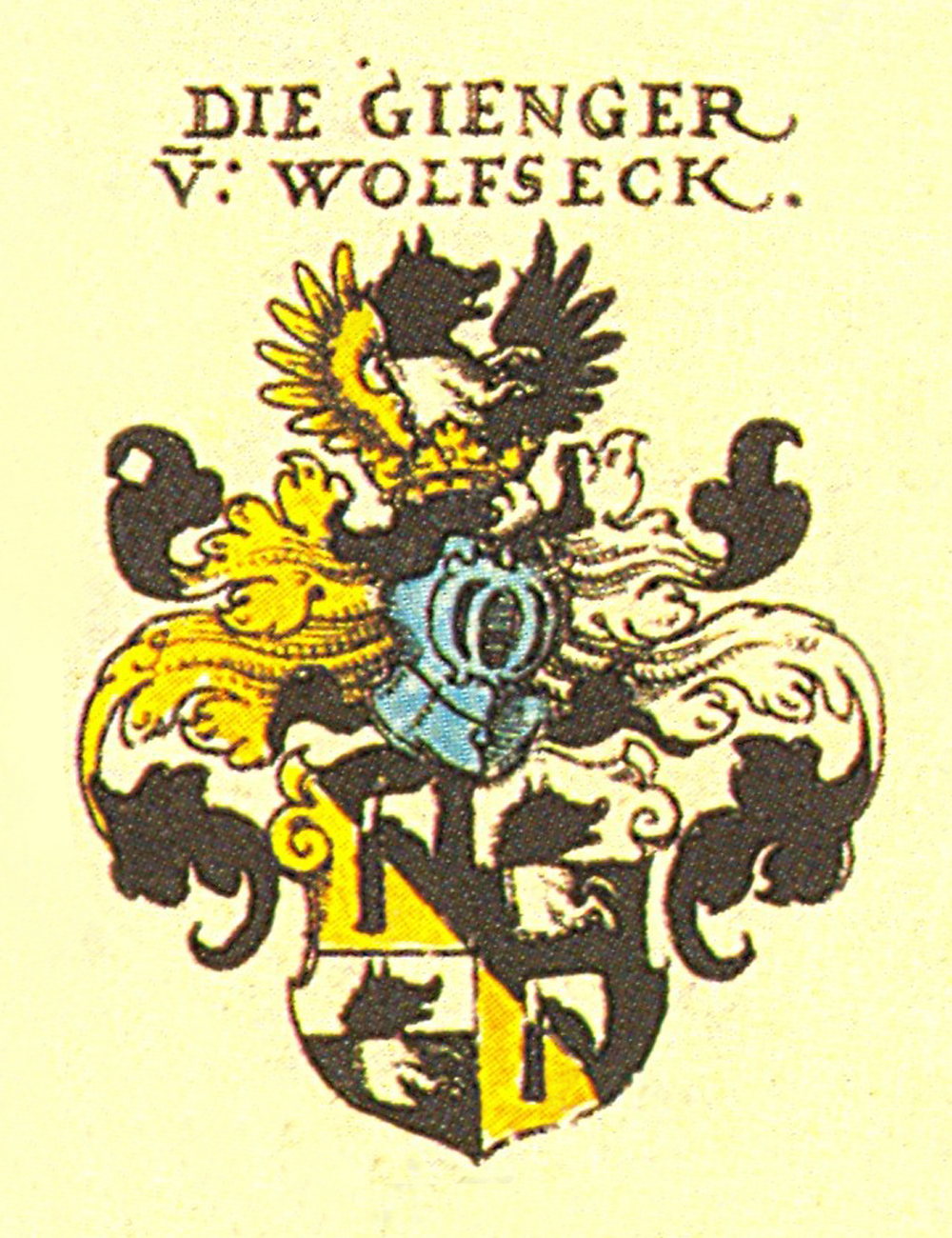
Wappen der Gienger von Wolfseck

nach Wißgrill, Schauplatz des landsässigen Nieder-Österreichischen Adels vom Herren- und Ritterstande.., Band 3, S. 318ff, ergänzt nach GEDBAS und rootsweb, Wolfgang Reinhard, Augsburger Eliten.
Jakob Müller, genannt Gienger (* vor 1402 in Ulm; † 1457 ebenda), Bürger von Ulm 1440, Spitalpfleger 1451–1452, Richter 1453, ⚭ I Petronella Gienger (* 1390 Ulm; † nach 1427 Ulm), ⚭ II vor 1440 Anna Würker (* um 1425?)
A1. [I] Martin Gienger (* 1420; † vor 1499) Bürger von Ulm, 1466 des Rats; ⚭ N. Burger
B1. Clara Gienger (* vor 1442 Ulm; † 29. Jänner 1495 Ulm; ▭ Klosterkirche Wengen ebenda), verlorene Grabinschrift ⚭ Andreas Scheler (* 1420 Ulm; † 27. März 1483 Frankfurt am Main), erhielt 1480 einen kaiserlichen Wappenbrief.
A2. [I] Hans (Johann) Gienger (* 1430 Ulm; † 9. März 1488 ebenda), 1469 war Hans Gienger der reichste Ulmer. ⚭ I Anna Burger (* 1433 Memmingen), drei Kinder; ⚭ II Barbara Hutz (Hätz) (* 1435), drei Kinder; ⚭ III Anna Sold (Söld) (* 1437; † vor 1468), keine Kinder; ⚭ IV  vor 1469 Magdalena Ott (* 1440 Ulm; † 15. August 1500 ebenda), To. v. N. Ottho von Memmingen und N. Troyerin (Trotzin) fünfzehn Kinder; die Kindheit überlebten:
B1. [I] Anna (* 1470 Memmingen) ⚭ Anton Kramer (* 1465 Memmingen)
B2. [IV] Jacob (* 1471 Ulm; † 1506) Kaufmann in Ulm, ⚭ Veronica Krafft von Dellmensingen (* 1470; † 1535) To. d. Mang Krafft v. D., Bürgermeister von Ulm, und der N. Neydhardt,
C1. Barbara (* 1499), ⚭ Eitel Eberhard I. Besserer von Talfingen (* 1499; † 30. Dezember 1575), Bürgermeister von Ulm, heiratet in zweiter Ehe Martha Langnauer, ein Sohn ist Eitel Eberhard II. (siehe unten)
C2. Peter ⚭ Rosina Sachs von Esslingen
C3. Anna ⚭ Felix Raminger zu Biberach
C4. bis C8. Söhne Mang, Jakob, Hans, Leonhard, Philipp
C9. bis C12. Töchter Veronika, Magdalena, Christina und Ursula
B3. [IV] Ursula (* 1472 Ulm; † 1533) ⚭ Mattheus Lupin (* 1470 Ulm; † 14. Juni 1540 ebenda), Handelsherr und Richter, sechs Söhne, davon der Ordensgeistliche (Barfüßer) Sebald und drei Töchter.
B4. [IV] Hans Kosmas (* 1473 Ulm; † 1530) ⚭ Magdalena Kramer (* 1475)
C1. Sebastian (* 1495 Ulm; † 5. Oktober 1558), 1547 in Memmingen in die Adelige Gesellschaft zum Goldenen Löwen aufgenommen, ⚭ 1548 Margaretha Besserer (* 1509 Ulm; † 1583), Witwe von Hans III. Ehinger aus Konstanz
C2. Christoph ⚭ Dorothea Günzburger, To. v. Heinrich Günzburger, Pfleger in Geißlingen,
C3. Andreas (Andre) ⚭ I Anna Kobolt, ⚭ II Anna Dätzl, ⚭ III N. Holzschuher, alle aus Nürnberg
C4. Damian ⚭ Barbara Betz von Überlingen
C5. Hans Kosman ⚭ 1560 Magdalena Holzschuher
C6. Magdalena (2) ⚭ Ambrosius Scherrich zu Biberach
C7. Anna ⚭ Blasius Haunold zu Kempten
C8. Margaretha ⚭ Ulrich Rottengatter zu Nürnberg
C9. bis C12. Sebald, Kosmas 1 und Kosmas 2 und Magdalena 1
B5. [IV] Ernst Damian Gienger (Damian I.) (* 1475 Ulm; † 8. Juni 1556 Ulm) Ritterschlag für seine Verdienste im schwäbischen Bauernkrieg durch Kaiser Ferdinand I. ⚭ I Ursula Schütz von Raittenau (* 1480 Memmingen; † 1523 Ulm), ⚭ II Ursula Senfft (* 1482) To. v. Burkhart Senfft von Sulburg, Amtmann von Nau, Pfleger von Geislingen, ⚭ III Anna Maria Günzburger (* 1485), ⚭ IV Katharina Bräunlin/Preunler (* 1490). Mit Ursula Schütz hatte Ernst Damian 16 Kinder.
C1. [I] Georg Gienger von Rotteneck (* 1497 Langenau; † 14. Jänner 1577 Lorch, Enns; ▭ Enns), Ritter, erstgeborener Sohn, Juris Doctor, zehn Jahre Kanzler des Hochstift Konstanz, geheimer Hofsekretarius Ferdinands II., Vizekanzler der Regierung in Innsbruck, erzherz. Landvogt in Ober- und Niederschwaben, Burgvogt zu Enns und Mauthausen, Hr zu Rotteneck (Rottenegg) und Ennseck, tauschte 1550 die Landvogtei von Schwaben mit der Burgvogtei, Schloss und Herrschaft Enns. Kaiser Maximilian II. bewilligte ihm 30. Dezember 1565 die baufällige alte Burg der Stadt Enns neu herzustellen, Georg baut darauf das Schloss Ennsegg neu. Maximilian II. bestätigte ihm am 22. Sept. 1567 die Herrschaften Burg Enns und Mauthausen lebenslang zum Genuss. ⚭ 23. Mai 1528 in Augsburg Maria Magdalena von Ilsung (* 1505 Augsburg; † 23. Mai 1561, ▭ Schottenkirche in Wien), To. v. Achilles Ilsung von Trazberg und Magdalena Stuntz. Georg ist in der Minoritenkirche in Enns begraben, dort war sein Epitaph.
D1. Achilles, starb in seiner Jugend
D2. Maria Magdalena ⚭ Hans Jakob von Löbl zu Greinburg
D3. Konstanzia ⚭ Leonhard Bichler/Püchler von Weitteneck zu Loseneck, Hofkammerrat
D4. Ursula ⚭ 1556 Ferdinand Helfried von Meggau
D5. Justina ⚭ 1559 Hans von Prösing, Frhr zum Stein
D6. Katharina ⚭ Georg von Löbl zu Greinburg, Bruder des Hans Jakob
C2. [I] Damian II. (* 1502) Weltpriester, genoss die Giengerischen Priesterpfründe zu Ulm.
C3. [I] Eitl Hans Gienger Eutl Johann I. (Eitlhans, Eustach Hans) (* 1505 Langenau; † 1569 Monfort im Rheintal) der dritte Sohn, Pfleger der Herrschaft Petersberg am Inn (= Burg St. Petersberg), Landvogt zu Feldkirch, Hofkriegsrat, Land- und Feldzeugmeister in Tirol, ⚭ I Katharina von Gebersdorf, ⚭ II Katharina Fieger, To. v. Georg Fieger von Hirschberg, k. Rat und Salzoberamtmann zu Hall. Nur Damian III. hat das Geschlecht im Mannesstamm fortgesetzt.
D1. [I] Georg
D2. [I] Hans Jakob, Domherr und Dechant von Stift Spital am Pyhrn
D3. [I] Damian III. ⚭ Maria von Taxis, To. v. Ferdinand von Taxis und Elisabeth Kastner
E1. Hans Jakob
E2. Hans Paul
E3. Ursula ⚭ 26. Februar 1612 Hans Christoph von Hertenberg (* 1592/1593; † 2. September 1613)
D4. [I] Barbara
D5. [II] Christoph
D6. [II] Eutl Johann II. (Eutl Hans)
D7. [II] Leonhard
D8. [II] Magdalena ⚭ Ernst von Stachelburg
D9. [II] Elisabeth
D10. [II] Anna ⚭ 18. Februar 1565 Sigismund Hager von Allentsteig, keine Kinder
D11. Ursula ⚭ 1562 Sigmund Michel von Altmannshausen, Hubmeister von Feldkirch
C4. [I] Jakob Gienger von Grienpichel (* 9. August 1510 Langenau; † 29. November 1578 Grünbichl), der vierte Sohn, Hauptlinie der Gienger zu Grünbühel, kais. Landrat, 1554 bis 1560 Vizedom in OÖ., nö. Hofkammerrat in Wien, kaufte 1552 von Kilian von Velderndorf Gut und Schloss Grünbühel, Stammvater aller Gienger in Österreich, ⚭ I Elisabetha von Haideck, keine Kinder, ⚭ II 17. November 1551 Barbara Kölnpöck (* 1506), To. d. edelvesten Niklas Kölnpöckh zu Salaberg und Martha Kornstock (Kernstock). (siehe unten Hauptlinie der Gienger zu Grünpichl)
C5. [I] Sebastian (* 1512; † 1541) der fünfte Sohn, bei der Belagerung der Festung Ofen durch eine Stuckkugel umgekommen
C6. [I] Anton (* 28. August 1513 Langenau; 10. Dezember 1574 Wien, ▭ Stephansdom) der sechste Sohn, Kaiser Ferdinand I. Hofkammerrat und Hofbaumeister (Hofgebäude-Direktor), ⚭ I 12. Juli 1543 Cäcilia von Hofmann aus Steyer († 7. November 1557), Witwe des Wolfgang Troy, ehem. Stadtanwalt beim Magistrat zu Wien, ⚭ II 4. Mai 1558 Maria von Grüenthal (* 1536; † 4. Dezember 1570), To. v. Wolfgang von Grünthal zu Kremseck und Anna von Ennenkel, ⚭ III Anna von Saleß,
D1. [II] Anna, blieb unvermählt
D2. [II] Ursula ⚭ Christoph Kren von und zu Abstorf
D3. [II] Katharina ⚭ Johann Baptist d. Ä. Weber zu Pisenberg, kais. Rat, Vizekanzler
D4?. [II] letzte Tochter († 3. Dezember 1570),
C7. [I] Leonhard (Lienhart) (* 25. Dezember 1514 Langenau; † 27. November 1588), der siebente Sohn, Rat Erzherzog Ferdinands in Tirol, Hofpfennigmeister und Oberhofkuchelmeister, dann Obersthofmeister der Erzherzogin zu Innsbruck, ⚭ I Katherina Hofer, ⚭ II Rosina Haidenreich von Bidenegg, To. des Erasmus Haidenreich, Kammermaister in Tirol (s. u.), ⚭ III ihre Schwester Beningna Haidenreich von Bidenegg; keine Kinder
C8. [I] Cosmas (* 23. April 1516 Langenau; † 26. August 1592 Linz), der achte Sohn, Hauptlinie der Gienger zu Wolfseck, 1541 in kais. Kriegsdiensten, kais. Rat und Oberdreißiger zu Ungarisch-Altenburg, von 1561 bis ungefähr 1582 Vizedom in Österreich ob der Enns, 1566 kauft er Herrschaft und Veste Wolfsegg von den Erben des Johann Kurz von Senftenau, Kaiser Rudolph II. hat ihm am 16. März 1582 diese Herrschaft für seine besonderen Verdienste als Eigentum geschenkt. ⚭ I Ursula ERNST, keine Kinder, ⚭ II Katharina Haidenreich (* ; † 5. April 1582), To. v. Erasmus Heidenreich von Bidenegg, erzherz. Hofkammerrates zu Innsbruck, und Anna Zott von Pernegg, (siehe unten Hauptlinie der Gienger zu Wolfseck)
C9. [I] Wilhelm (* „dritter Sonntag nach Ostern“ 1519 Langenau; † 1586, ▭ Schottenkirche in Wien im Kreuzgang), der neunte Sohn, Regimentsrat zu Innsbruck, dann Kaiser Maximilian II. Hofrat und wirklicher Kämmerer, Pfleger und Pfandinhaber der Herrschaft und Bergveste Rettenberg in Tirol, zuletzt Hauptmann und Pfandinhaber der Grenzvesten Hainburg (a. d. D.) und Rottenstein in Österreich, ⚭ Rebecca Stöckl aus Augsburg, keine Deszendenz
C10. [I] Hans Georg (* 1520) der zehnte Sohn, Kaiser Maximilian II. Hauptmann zu Pötschach, danach Pfleger oder erzherz. Haushalter im Johannestahl (Böhmen), ⚭ I Anna Hofmann von Münichshofen, ⚭ II Katharina Scholtz To. v. Nicolai Scholtz von Sömmersdorf auf Prenklain, Amtmann zu Königsberg,  ebenfalls keine Kinder
C11. [I] Bartholomä (* 1522 Langenau; † nach 1572), der elfte und jüngste Sohn, Herr des Gutes Ranzenbach VOWW, 1568 Kaiser Maximilian II. Oberstfalkenmeister, bezahlte 1572 die Leibsteuer für sein Gut, ⚭ I Barbara von Rabenhaupt, To. v. Nicolai Rabenhaupt zu Schultz und Ottenshaimb, Ritter, kais. niederösterr. Hofkammerrat, ⚭ II Katharina Mayr, keine Kinder.
C12. [I] Maria starb ledig
C13. [I] Ursula als Klosterfrau Euphrosina, Äbtissin in Dillingen
C14. [I] Anna ⚭ Konrad Rentz, bischöfl. augsburgischer Kanzler
C15. [I] Katharina (um 1520 Langenau; † 19. September 1586 St. Peter in der Au) ⚭ I Wolf von Edlsberg (Edlasperg), kais. Handgraf in Österreich, ⚭ II Hans Wucherer zu Drosendorf und Grub, kais. Rat und Salzamtmann in Gmunden, ⚭ III Georg Seemann von Mangern zu St. Peter in der Au, kais. Rat und Mautner zu Ybbs an der Donau
B6. [IV] Margaretha (* 1480), ⚭ I Laux Ehinger (* 1470), acht Söhne und fünf Töchter; ⚭ II Bernhard Besserer von Rohr (* 1471; † 1542), Bürgermeister von Ulm, als seine vierte Frau. Er war 1529 auf dem Reichstag zu Speyer.
B7. [IV] Eitel Hans (* 1488), Kramer in Ulm, ⚭ I Catharina Rottengatter (* 1505), ⚭ II 12. Februar 1571 Maria Ulstett (* 1548)
C1. [I] Valentin (* 1520) ⚭ I 1540 Ottilie Wolffhart (Wolfhard) (* 1520), ⚭ II Anna Haunold aus Kaufbeuren
D1. [I] Catharina (* 1547; † 1612), ⚭ Johann Kolöffel
C2. [I] Friedrich (* 1523; † 1573) ⚭ I Sara Stöcklin (* 1535) aus Augsburg, To. v. Leonhard Stöcklin und Apollonia Wägelin, zwei Töchter
C3. Eitel Hans ⚭ Barbara Schnurnägl von Hailprunn
C4. Magdalena ⚭ Alexander Martin von Wiernitz
C5. Jakob ⚭ Sara Wägelin
C6. bis C10. Söhne Sebald, Ludwig, Sebastian, Hans, Hieronymus
C11. bis C15. Töchter Katharina 1, Margaretha, Veronika, Ursula und Katharina 2
B8. [IV] Sebald
B9. [IV] Sebastian
A3. [I] Jakob (* 1438), Handelsmann in Ulm ⚭ Anna? Knopf
B1. Jeremias I. (Hieronymus) (* 1473; † vor Dezember 1554), Handelsmann in Ulm und Augsburg, drei Ehen in Augsburg: ⚭ I 6. März 1498 Anna Langenmantel von Sparre (* 1473; † 1505), aus Augsburg; ⚭ II Margaretha Ainkürn (* 1485; † 1554), ⚭ III 11. Jänner 1531 Barbara Hörlin (* 1508). Nachkommen hatten bürgerliche Berufe in Augsburg
C1. [II] Hans I. (* 1514; † 29. Juni 1576 Augsburg), Gewandschneider ⚭ I Katharina Janisch, ⚭ II Katharina Fischer
D1. [I] Maria ⚭ 1557 Matthäus Stenglin
D2. [I] Jeremias II. (* 1549, † 15. Februar 1625) ⚭ 1575 Ursula Waiblinger, zehn Kinder
D3. [I] David (* 1554, † 1597) ⚭ 1580 Judith Waiblinger, ein Sohn
D4. Sabina ⚭ 1564 Georg Weiß
C2. [II] Maria (* 1515; † 12. Februar 1601) ⚭ Andreas Scheler (Verbindung zu Familie Scheler)
C3. [II] Felizitas ⚭ Wilhelm Barbarus
C4. [II] Afra ⚭ Konrad Baldenhofer
C5. [II] Margaretha ⚭ Georg Gruber
B2. Elisabeth ⚭ Ullrich Rockenburger
B3. Clara ⚭ Peter Ferber
B4. Anna ⚭ Dietrich Hurlowag
B5. Hans
B6. Zacharias
A4. [II] Daniel (* um 1442)
A5. [II] Matthäus I. (* 1444 Ulm; † 1510 ebenda), ⚭ Ursula Hutz (* 1440 in Ulm; † 1535 ebenda)
B1. Barbara (* 1460; 7. Dezember 1508) ⚭ 1490 Simprecht Leins/Lins (* 1460; nach 1546) Kaufmann in Ulm, mindestens fünf Kinder

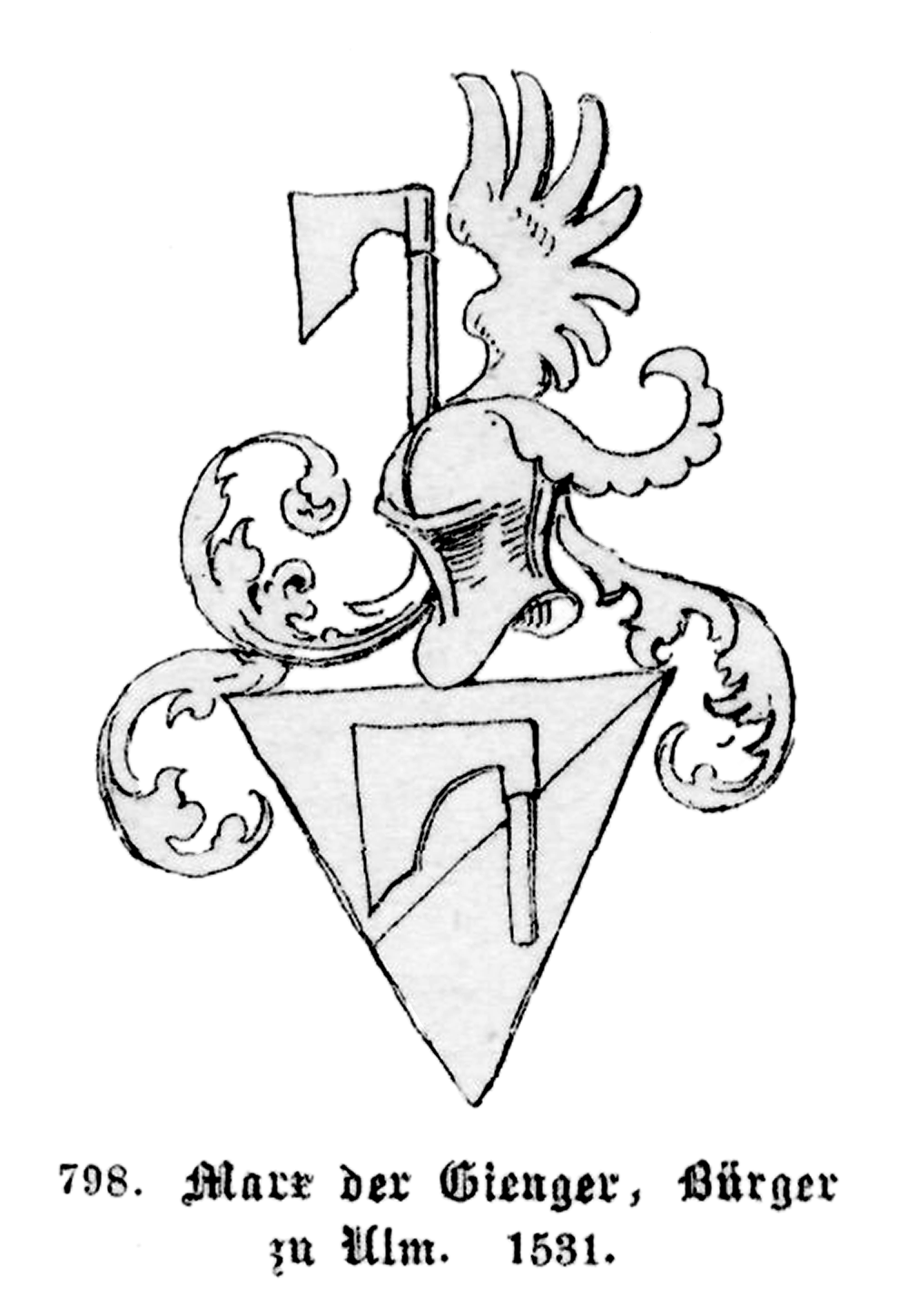
Wappen des Marx Gienger, Ulm 1531

B2. Marcus (Marx) (* 1470) ⚭ Katharina Speidl von Hailprun (* 1475), ⚭ II? (bei Wißgrill)
C1.[I] Matthäus II. ⚭ Ursula Ungelter
D1. Markus, 1578 und 1580 Bergmeisteramts-Verwalter unter K. Rudolph II., 1585 und 1589 Bergmeister und Oberwaldmeister in NÖ, kaufte 1589 das Gut Oberhöflein, ⚭ Magdalena Wecherer, To. v. Johann Wecherer von Drasdorf und Katharina Gienger, Hochzeit am 1. Februar 1579 im Schloss St. Peter in der Au (gehörte den Herrn Seemann von Mangern), lt. NÖ Ritterstandsmatrikel am 1. August 1625 als Landesmitglied in den alten Ritterstand anerkannt
E1. Hans Friedrich (Johann Friedrich) Gienger zu Oberhöflein († vor 1621), seit 1608 Frh., ⚭ 1600 Barbara Freiin von Concin
F1. Susanna
F2. Barbara
D2. Barbara ⚭ Eberhard Ungelter
C2.[I] Georg
C3.[I] Barbara
C4.[I] Katharina (* 1520), ⚭ Joachim Funk
C5. Ursula ⚭ Erasmus Rauchschnabel
B3. Laux ⚭ N. Renner, To. des edlen Johann Renner von Almadingen, kais. Hofrat und Obrist,
B4. Tochter N. ⚭ Sebald Rorer (Rohr)
A6. [II] Gabriel (* 1446) ⚭ I N. Bissinger, ⚭ II Margaretha Stamler
B1. [I] Balthasar († 1515 Mailand) ⚭ I N. Starck von Biberach, ⚭ II Susanna Schmid von Bregenz
C1. [II] Sophia, Klosterfrau in Dillingen
B2. [I] Tochter N. ⚭ Hans Speidel
C1. Tochter N. ⚭ Hans Raiser, Pfleger zu Gundelfingen
B3. [I] ein Sohn (Priester)
B4. [I] eine Tochter
B5. [II] Kaspar Gienger zu Laugingen ⚭ Dorothea Reyser, To. des Matheis Reyser, Bürgermeister von Laugingen
B6. [II] Lorenz/Laurenz Gienger zu Laugingen ⚭ I Anna Kalhart, ⚭ I Barbara Strigl
A7. [II] Hieronymus I. (* 1448; † 1514), ⚭ I N. Kymerler, keine Kinder, ⚭ II Katharina Lupin (* 1455),
B1. [II] Christoph (* 1490 Ulm; † 1554), Kaufmann, Spitalpfleger ⚭ I 1532 Dorothea Günzburger (* 1505; † 1562), ⚭ II Barbara Lieber
C1. [I] Magdalena (* 1533), ⚭ I 1550 Paul von Furtenbach, Stadtamtmann Feldkirch († 30. Oktober 1589), mind. ein Sohn, ⚭ II Philipp Besserer (* 1530)
D1. [I] N. von Furtenbach (* 1550)
D2. [II] Eitel Eberhard II. Besserer (* 1567; † Februar 1626)
C2. [I] Anna (* 1533; † 1622)
B2. [II] Sebald ⚭ 1541 Veronika Hyrus (Heurus) aus Konstanz, To. v. Paul Hyruss (gen. 1505) und Anna Steinbrecher
B3. [II] Margaretha ⚭ I Leonhard GEROLD aus Knittelfeld, ⚭ II Martin Weickmann
B4. [II] Hieronymus II. ⚭ I Barbara Härler aus Augsburg, Witwe des edlen Nikolaus Ziegler, Herr zu Barr, Kais. Rat und Vizekanzler des Hl. Röm. Reiches,
B5. [II] Ambrosi(us) ⚭ N. Lebzelter
B6. [II] Katharina ⚭ I Sebastian Gessler, Burgvogt von Geißlingen, ⚭ II Sigmund Stamler
A8. [II] Martin?
A9. [II] Veronica (* 1450) ⚭ Hans Hutz, mehrere Töchter
A10. [II] Andlin, ein Sohn (* 1452)
Ergänzungen aus GEDBAS und rootsweb.com

## Stammliste der Gienger von Grünpichl
Jakob Gienger von Grienpichel (Grünbühel) (* 9. August 1510; † 29. November 1578) der vierte Sohn, Hauptlinie der Gienger zu Grünbühel, kais. Mautner in Ybbs, Hofpfennig- und Kuchelmeister der jüngeren Erzherzoge Karl und Ferdinand, kais. Landrat, 1554 bis 1560 Vizedom in Österreich ob der Enns, zuletzt nö Hofkammerrat in Wien, kaufte 1552 von Kilian von Velderndorf Gut und Schloss Grünbühel, 1565 und 1568 königl. Administrator der Bergkammer zu Neusohl in den ungarischen Bergstädten, Stammvater aller Gienger in Österreich, ⚭ I Elisabetha von Haideck, keine Kinder, ⚭ II 17. November 1551 Barbara Kölnpöck (* 1506), To. d. edelvesten Niklas Kölnpöckh zu Salaberg und Martha Kornstock (Kernstock).
A1. [II] Barbara ⚭ 25. September 1569 Wolfgang Fazi zu Niederabstorf, Hofdiener Erzhg. Karls
A2. [II] Petronilla ⚭ 1. Februar 1573 Ferdinand von Concin zu Peerwart und Weißenbach an der Pielach
A3. [II] Apollonia ⚭ 11. Jänner 1572 Johann Balthasar Caplan zu Lustenfelden, kais. Oberstforstmeister im Lande ob der Enns
A4. [II] Eva ⚭ I 24. April 1575 Christoph Lampl von Fronspurg, ⚭ II Johann Kaspar Pirckhamer, nö. Regimentsrat
A5. [II] Niklas Gienger zu Grünbühel (* 2. Dezember 1556; † Anfang 1636), Freiherr, Herr der Herrschaften Grünbühel, Rabenstein an der Pielach, Altenhofen und Ranzenbach (Gem. Kilb), 1621 und 1624 Verord. nö Ritterstandes, am 1. Mai 1608 wurden Niklas und sein Vetter Johann Friedrich mit ihrer Deszendenz von Kaiser Rudolph II. in den Freiherrnstand erhoben. Erst nach Bestätigung dieses Diploms durch Kaiser Ferdinand II. am 5. Mai 1635 wurden Niklas und Ferdinand Friedrich Freiherren von Gienger am 30. Juni selben Jahres in den nö. Herrenstand aufgenommen. ⚭ I 1579 Anna Maria von Särenthein, keine Kinder, ⚭ II 8. Februar 1587 Maria Freiin von Windischgrätz, To. v. Pankratz Frhr v. W. und Margaretha Ungnad von Weißenwolff, ⚭ III 15. Oktober 1599 Elisabetha Frn von Prank, To. v. Friedrich Frhr von Prank zu Hof und Christina Küttenfelder,
B1. [II] Johann Adam († 1626) G. von und zu Grünbühel, Hainburg und Waasen, dann Freiherr, 1624 Verord. nö. Ritterstands, ⚭ Anna Maria von Maming, To. v. Konstantin M. zu Kirchberg an der Pielach und Maria Salome von Lagelberg,
C1. Georg Adam Frhr Gienger von Grünbühel, ⚭ um 1656 Katharina Freiin von Windischgrätz, To. v. Wolf Niklas Frhr v. W. und Maria Sauer von Kossiack (siehe Kosiack, Genealogie),
D1. Maria Anna, jung gestorben
D2. Katharina, jung gestorben
C2. Maximilian Jakob (gen. vor 1640), ledig gestorben
C3. Rudolf Ernst, jung gestorben
C4. Maria Jakobea
C5. Maria Elisabetha
C6. Barbara
C7. Margaretha ⚭ Frhr von Wellewart
B2. [II] Ferdinand Pankraz Frhr von Gienger zu Grünbühel, Rabenstein und Ranzenbach, kais. Truchsess und nö Landrat, ⚭ I 29. Dezember 1613 Maria Salome Kölnpöck, To. v. Nemrod Kölnpöckh zu Salaberg, Ottsdorf, Niederwallsee und Salome von Sinzendorf (siehe Hochzeit von Maria Kölnpöck und Ferdinand Gienger zum Grienpichel), ⚭ II 7. Jänner 1631 Elisabetha Strasser, To. des Wolfgang Strasser zu Gleiß,
C1. [I] Ferdinand Sigismund († einige Jahre nach 1651), ⚭ Eva Engelburg Geyer von Geyersberg (B.1.1.8.8.), To. des Albrecht Geyer. Ferdinand musste durch große Schulden alle Güter verkaufen, zuletzt am 1. Juli 1651 den Stammsitz Grünbühel mit der Vogtei Kilb an Johanna Ruess von Ruessenstein, starb einige Jahre danach
B3. [II] Benedikt starb ledig
B4. [II] Maria Salome ⚭ Günther Frhr von Herberstein zu Neuberg
B5. [III] Johann Jakob, ⚭ I Maria Magdalena Freiin von Ratschin, To. v. Georg Friedrich v. R. (aus Böhmen) und Magdalena von Wiellinger, vier Kinder , ⚭ II Elisabetha Katharina von Maming, To. v. Salomon v. M. zu Kirchberg und Polyxena Geyer von Osterburg (B.1.1.1.2.), keine Kinder
C1. [I] Johann Paul Jakob Frhr v. G. auf Grünbühel, Herr zu Senfteneck (Senftenegg) und Jaidtendorf, Kaiser Leopolds I. wirkl. Kämmerer, nö Regimentsrat, Hofkammerrat, kaufte 1662 Gut und Schloss Senfteneck von Barbara Salome Freiin von Galler, nach einigen Jahren an Johann Heinrich von Buel weiterverkauft, kaufte 1669 von Kaufmannischen Erben Herrschaft Jaidtendorf, weiters die Herrschaft Stollberg, alles 1685 an Maximilian von Salla verkauft, ⚭ 21. Jänner 1662 Sophia Freiin von Auersperg, To. v. Weikard Frhr v. A. auf Purgstall und Anna Gesima von Sesimowa-Austi,
D1. Wolf Adam Frhr G. auf Grünbühel, wurde zur Erbhuldigung am 8. Nov. 1712 geladen, ⚭ 23. August 1690 Anna Margaretha von Kraftenburg, keine Nachkommen
D2. Johann Franz Frhr von Gienger, ⚭ Maria Claudia von Gienger zu Schauenstein (tiroler-schwäb. Linie)
E1. Maria Anna, 1736 in Stift der Englischen Fräulein in St. Pölten aufgenommen
E2. Maria Eleonora starb jung
E3. Johann Franz Frhr von G., 20. Nov. 1738 in der Ritterakademie der NÖ Landschaft in Wien erwähnt (aufgenommen?), trat in chur-bayr. Hof- und Staatsdienste, ⚭ N. Frn Schrenk von Notzing?, einige Kinder ?
F1.  Joseph Frhr von Gienger 1769 am Hof in München als Edelknabe aufgenommen. In Österreich ist aber niemand mehr von diesem Geschlecht vorhanden!
D4. Maria Elisabetha ⚭ Franz Adam Frhr Schrenck von Notzing, churfürstl. bayr. Kämmerer
D5. Maria Sidonia ⚭ Karl Josef von Gabelkoven
D6. Amalia Wilhelmia ⚭ Johann Markus Frhr Puz von Adlersthurn
D7. Eva Margaretha ⚭ 12. Februar 1696 Johann Friedrich Frhr von Rehlingen
D8. Octavia Johanna starb ledig
C2. [I] Rebecca Regina ⚭ 1662 Ferdinand Gf von Zinzendorf und Pottendorf, Herr zu Alten-Lembach (=Altlengbach?) und Donaudorf
C3. [I] Anna Elisabetha ⚭ Georg Volkhard Frhr von Eck und Hungersbach
C4. [I] Katharina Anna ⚭ Johann Ernst Frhr von Concin
B6. [III] Eleonora Magdalena ⚭ Johann Paul Frhr von Wollzogen
B7. [III] Elisabetha Katharina ⚭ Johann Wilhelm Gf von Zinzendorf und Pottendorf, Herr zu Karlsbach, Aichhof und Karlstetten

## Stammliste der Gienger von Wolfseck
Cosmas Gienger von Wolfseck (auch zu Wolfseck; * Jubilate 1516; † 26. August 1592 in Linz) der achte Sohn, Stammvater der Hauptlinie der Gienger zu Wolfseck, 1541 in kaiserl. Kriegsdiensten, kais. Rat und Oberdreißiger zu Ungarisch-Altenburg, 1561 bis ungefähr 1582 Vizedom in Österreich ob der Enns, 1566 kauft er Herrschaft und Veste Wolfsegg von den Erben des Johann Kurz von Senftenau. Kaiser Rudolph II. schenkte ihm am 16. März 1582 diese Herrschaft für seine besonderen Verdienste als Eigentum. ⚭ I Ursula ERNST, keine Kinder, ⚭ II Katharina Haidenreich († 5. April 1582), To. v. Erasmus Heidenreich von Bidenegg, erzherz. Hofkammerrates zu Innsbruck, und Anna Zott von Pernegg,
A1. [II] Ursula († nach 1610 oder 1619?) Hofdame der verwitweten Königin in Polen Katharina, geb. Erzherzogin von Österreich
A2. [II] Katharina (* 16. Februar 1556; † 1594) ⚭ 1592 Leonhard Dillherr, kais. Rat
A3. [II] Anna Maria (* 8. September 1562) ⚭ 26. Nov. 1600 Tristant Schrenk von Notzing, Kämmerer des Churfürsten zu Köln, Fürstbischofs zu Lüttich, Hptm und Pfleger zu Waidhofen an der Ybbs
A4. [II] Susanna (* 27. November 1566) Hofdame der Erzherzogin Anna, vermählte Königin in Polen und Schweden, ⚭ 1596 an deren Hof Jakob Sczepański, Castellan zu Mirachowo
A5. [II] Elisabetha, starb in der Jugend
A6. [II] Maria Magdalena (* 21. Juli 1570; † Hall i. T.) lebte und starb im königlichen Fräuleinstift in Hall in Tirol
A7. [II] Sophia, starb in der Jugend
A8. [II] Christina, starb in der Jugend
A9. [II] Hans Karl der ältere, (* vor 1557) starb in der Jugend
A10. [II] Hans Adam (Johann Adam) Gienger zu Wolfseck und Rotteneck (* 19. November 1558; † 3. April 1623 Wolfseck, ▭ Linz) 1585 Beisitzer des kais. Reichskammergerichts zu Speyer, kais. Rat, 1590 bis 1621 Vizedom in OÖ., ⚭ 26. November 1590 in Innsbruck Maria Magdalena Füeger (Fieger) († 1627), To. v. Georg Füeger zu Hirschberg, Erzherzog Ferdinand in Tirol erster Hofkammerrat, und Elisabeth Weitmoser zu Winkl. Bis auf Mathias starben die Söhne vor dem Vater, mit Hans Adam erlosch diese Linie im Mannesstamm.
B1. Georg Cosmas (* und † 1592)
B2. Elisabeth(a) (* 1594) ⚭ I 11. April 1616 Veit Mathias Spindler von Hoffegg, ⚭ II 1628 Wolf Jakob Strauß von Haderstorf, Truchsess Erzherzog Maximilians, ⚭ III Georg Friederich Speidl
B3. Matthias (* 25. Februar 1595; † nach 1623), widersetzte sich allen Erziehungsversuchen, wurde vom Vater enterbt
B4. Hans Adam
B5. Karl
B6. Franz
B7. Susanna
B8. Christina
B9. Katharina wurde 1614 im Kloster St. Klara in Wien eingekleidet
B10. Anna Christina
B11. Ursula (* 21. Dezember 1598 Hoheneck; † 4. Februar 1663) ⚭ 12. April 1622 Johann Georg Pfliegl (Pflügl vom Goldenstein), churbayr. Hofkammerrat und danach Vizedom in OÖ

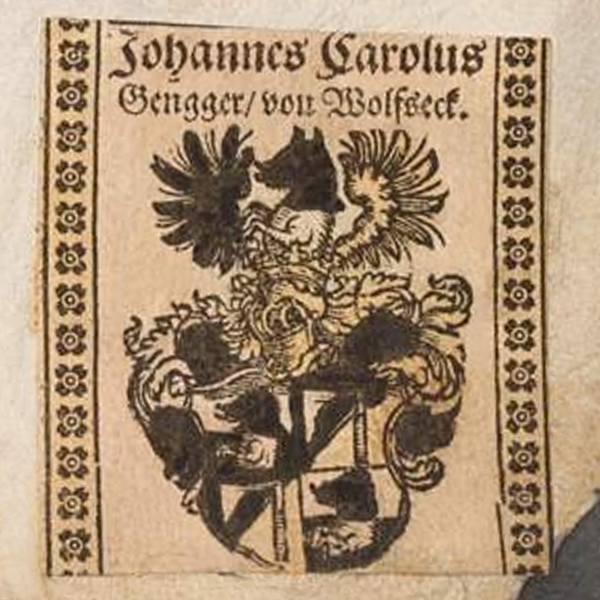
Wappen des J. K. Gienger von Wolfseck

A11. [II] Hans Georg (* 19. April 1561; † 1592 in den Niederlanden) 1576 Edelknabe des Kardinal von Madruzzo, Fürstbischof von Trident (Trient), danach Truchsess des Erzherzog Mathias, diente als Volontär unter den königl. spanischen Truppen in den Niederlanden, wurde dort 1592 erschlagen
A12. [II] Hans Sigismund, starb in der Jugend
A13. [II] Hans Christoph, starb in der Jugend
A14. [II] Hans Wilhelm, starb in der Jugend
A15. [II] Hans Jakob, starb in der Jugend
A16. [II] Hans Karl der jüngere (* 30. Dezember 1567; † 17. August 1605) wurde 1593 Priester und Domherr zu Passau

## Abkürzungen und Erklärung

### Erklärung
| Text         | bedeutet                                              | oder                    |
| 1848/50      | 1848 ODER 1850                                        |                         |
| 1848–50      | VON 1848 BIS 1850                                     | zwischen 1848 und 1850  |
| 1848?        | fraglich oder unsicher                                |                         |
| 1848         | um 1848                                               |                         |
| Hanns (Hans) | kursiv Original-, in Klammer die heutige Schreibweise |                         |
| Hans/ Hanns  | verschiedene Schreibweisen                            | gleichwertige Varianten |
| (Hanns)      | weitere Schreibweise                                  | Variante                |

### Abkürzungen und Symbole
| *      | geboren                 | R.         | Ritter                       | NÖ, nö     | Österreich unter der Enns , -isch |
| ~      | getauft                 | Hr         | Herr                         | OÖ, oö     | Österreich ob der Enns , -isch    |
| ⚭      | Eheschließung, Hochzeit | Frhr       | Freiherr                     | Ktn, ktn   | Kärnten, kärntnerisch             |
| %      | Scheidung, geschieden   | Frn        | Freifrau, Freiin             | Stmk, stmk | Steiermark, steirisch             |
| †      | gestorben               | Gf         | Graf                         | Tir, tir   | Tirol, tirolerisch                |
| X      | gefallen                | Gfn        | Gräfin                       | Slb, slb   | Salzburg, Salzburger              |
| ▭      | begraben in             |            |                              | Böh, böh   | Böhmen, böhmisch                  |
| gen.   | genannt                 | Verord.    | Verordneter (der Landschaft) | Mähr, mähr | Mähren, mährisch                  |
| rel    | kirchliche Hochzeit     | Verord.Ri. | Verordneter des Ritterstands | Krn, krn   | Krain, krainer                    |
| civ    | zivile Eheschließung    | Verord.Hr. | Verordneter des Herrenstands | Ung, ung   | Ungarn, ungarisch                 |
| To. v. | Tochter von             | Hptm       | Hauptmann                    | erbl.      | erbländisch                       |